# إدوارد ويتني
إدوارد ويتني (بالإنجليزية: Edward Whitney)‏ هو لاعب كرة مضرب أمريكي. وصل إلى نصف نهائي بطولة أمريكا المفتوحة للتنس سنة 1920.

## الخط الزمني للأداء
مفتاح
| ف | ن | ن.ن | ر.ن | د# | د.م | ل | أ.أ | ت | غ | ب | ف | ذ | م.خ | ل.ت |

(ف) فاز بالبطولة (ن) وصل النهائي (ن.ن) نصف النهائي (ر.ن) ربع النهائي (د#) الأدوار الأربعة الأولى (د.م) دور المجموعات (ل) شارك في كأس ديفيز (أ.أ) خرج من الأدوار الاولى (ت) خسر التصفيات التأهيلية (غ) غاب عن الحدث أو البطولة (ب) حصل على ميدالية برونزية (ف) حصل على ميدالية فضية (ذ) حصل على ميدالية ذهبية (م.خ) بطولة الماسترز خُفضت إلى مرتبة أقل (ل.ت) البطولة لم تعقد في السنة المعينة.
لتجنب الارتباك وازدواجية الحساب، يتم تحديث هذه المعلومات إما في نهاية البطولة، أو عندما تكون مشاركة اللاعب في البطولة قد انتهت.
| الدورة             | 1908 | 1909 | 1910 | 1911 | 1912 | 1913 | 1914 | 1915 | 1916 |
| ------------------ | ---- | ---- | ---- | ---- | ---- | ---- | ---- | ---- | ---- |
| دورات الجراند سلام |      |      |      |      |      |      |      |      |      |
| أستراليا المفتوحة  | غ    | غ    | غ    | غ    | غ    | غ    | غ    | غ    | ل.ت  |
| بطولة ويمبلدون     | غ    | غ    | غ    | غ    | غ    | غ    | غ    | ل.ت  | ل.ت  |
| أمريكا المفتوحة    | د1   | ر.ن  | ن.ن  | د1   | غ    | د4   | د3   | د2   | د4   |

## روابط خارجية
- إدوارد ويتني على موقع رابطة محترفي التنس (الإنجليزية)
- إدوارد ويتني على موقع أرشيف التنس.كوم (الإنجليزية)